# Myosotis laeta
Myosotis laeta is een plantensoort uit de ruwbladigenfamilie (Boraginaceae). Het is een overblijvende kruidachtige plant met een donker roodachtige groene kleur. De plant heeft enkele smalle spatelvormige rozetbladeren. Deze zijn bedekt met fijne zijdeachtige haren. De buisvormige bloemen hebben witte bloemblaadjes en een geel hart.
De soort komt voor in Nieuw-Zeeland, in het noordelijke deel van het Zuidereiland. De groeiplaatsen beperken zich tot bergachtige habitats op ultramafische bodems. Hij groeit daar in met rotsen bezaaide gebieden, te midden van graspollen van de soort Chionochloa defracta. Ook is de soort aangetroffen op een locatie met schaars struikgewas van de soort Leptospermum scoparium.

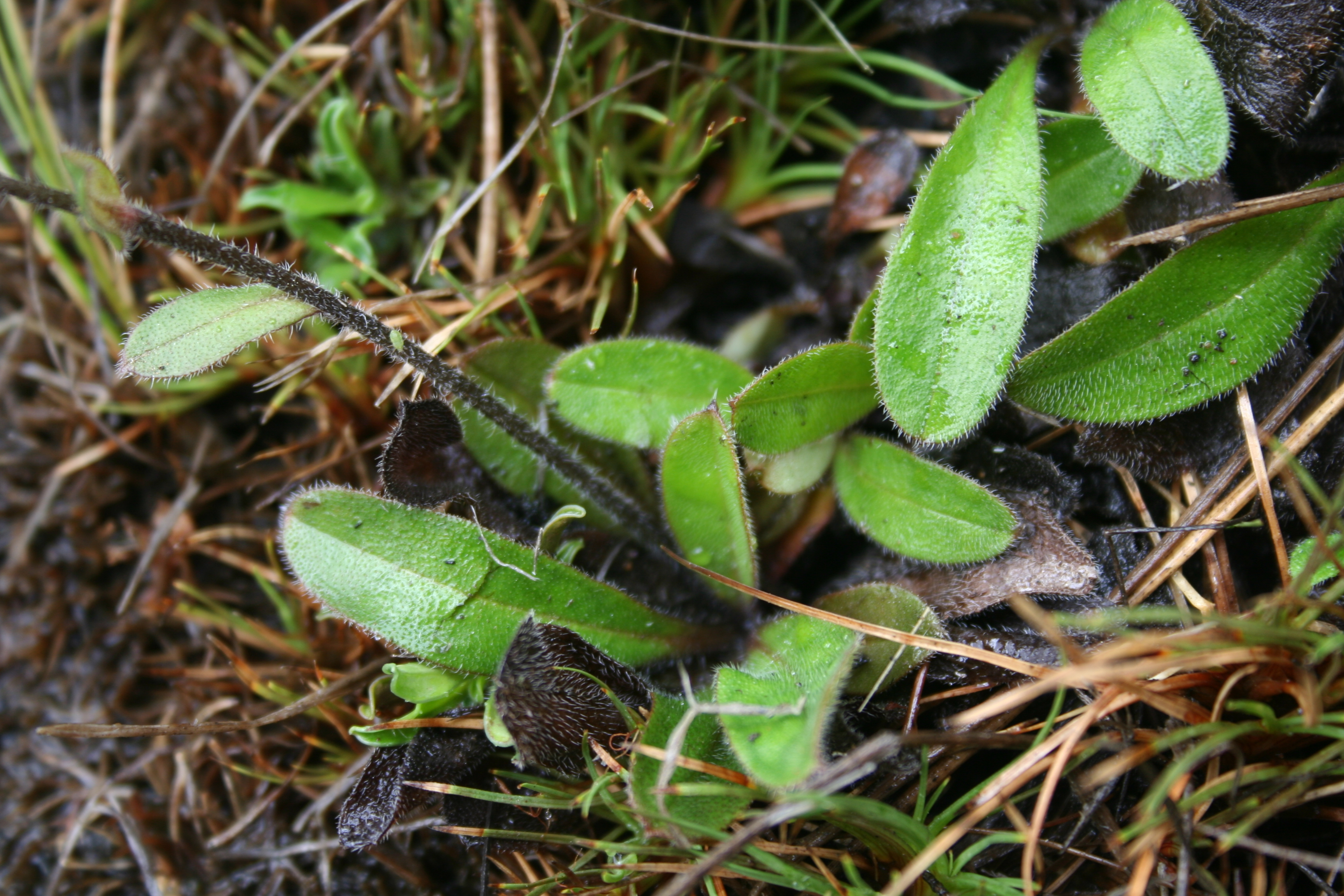
Bladeren

... · 
M. alpestris (Alpenvergeet-mij-nietje) · M. antarctica · M. arvensis (Akkervergeet-mij-nietje) · M. discolor (Veelkleurig vergeet-mij-nietje) · M. laxa · M. laxa subsp. cespitosa (Zompvergeet-mij-nietje) · M. ramosissima (Ruw vergeet-mij-nietje) · M. scorpioides · M. scorpioides subsp. scorpioides (Moerasvergeet-mij-nietje) · M. scorpioides subsp. nemorosa (Weidevergeet-mij-nietje) · M. stricta (Stijf vergeet-mij-nietje) · M. sylvatica (Bosvergeet-mij-nietje) · 
...